# Himera

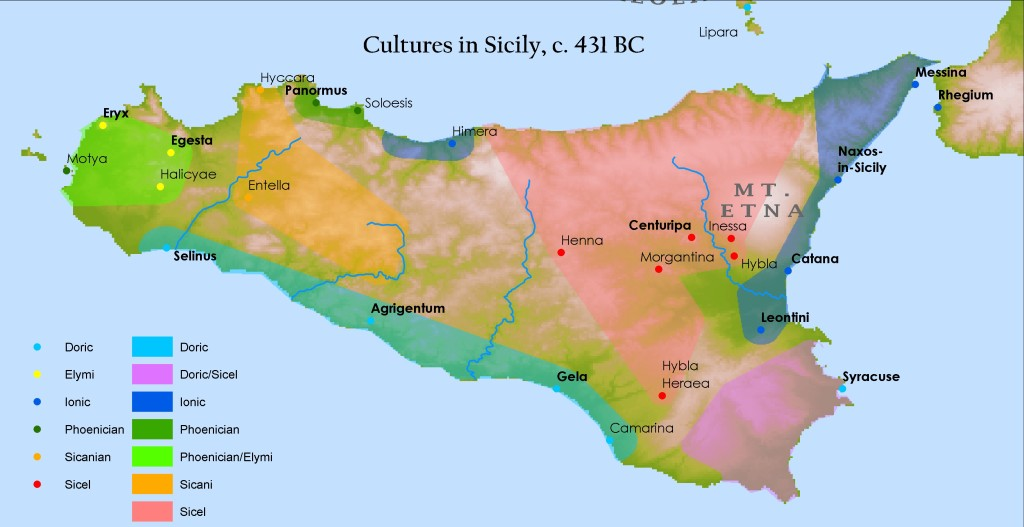
Culturele kaart van Sicilië in 431 v.Chr. Himera ligt in het noorden.

Himera (in het Italiaans Imera) is de naam van een Oudgriekse stadstaat op de noordkust van het eiland Sicilië, gelegen aan de monding van een gelijknamige rivier, in het huidige Itailaans de Imera settentrionale, op ± 45 km ten oosten van Palermo.
Himera werd in 649 v.Chr. gesticht door kolonisten afkomstig uit Zancle (het huidig Messina) met gemengde Dorische en Ionische oorsprong. Himera behoorde dus tot Magna Graecia. De lyrische dichter Stesichorus heeft er gewoond en gewerkt.

Toen de lokale tiran Terillus kort voor 480 v.Chr. werd verdreven door Theron van Akragas, riep hij de hulp in van de Carthagers om zijn troon te heroveren. Dezen kwamen hem te hulp met een geweldige troepenmacht, maar door hulp van Gelo van Syracuse en Theron van Akragas kregen zij te maken met  een verpletterende nederlaag in de Slag bij Himera. In 476 v.Chr. richtte Theron een bloedbad aan onder een groot deel van de burgerij, als straf voor een poging tot samenzwering, waarna hij nieuwe kolonisten aantrok. Tijdens de Atheense expeditie naar Sicilië (415-413 v.Chr.) koos Himera voor de zijde van Syracuse.

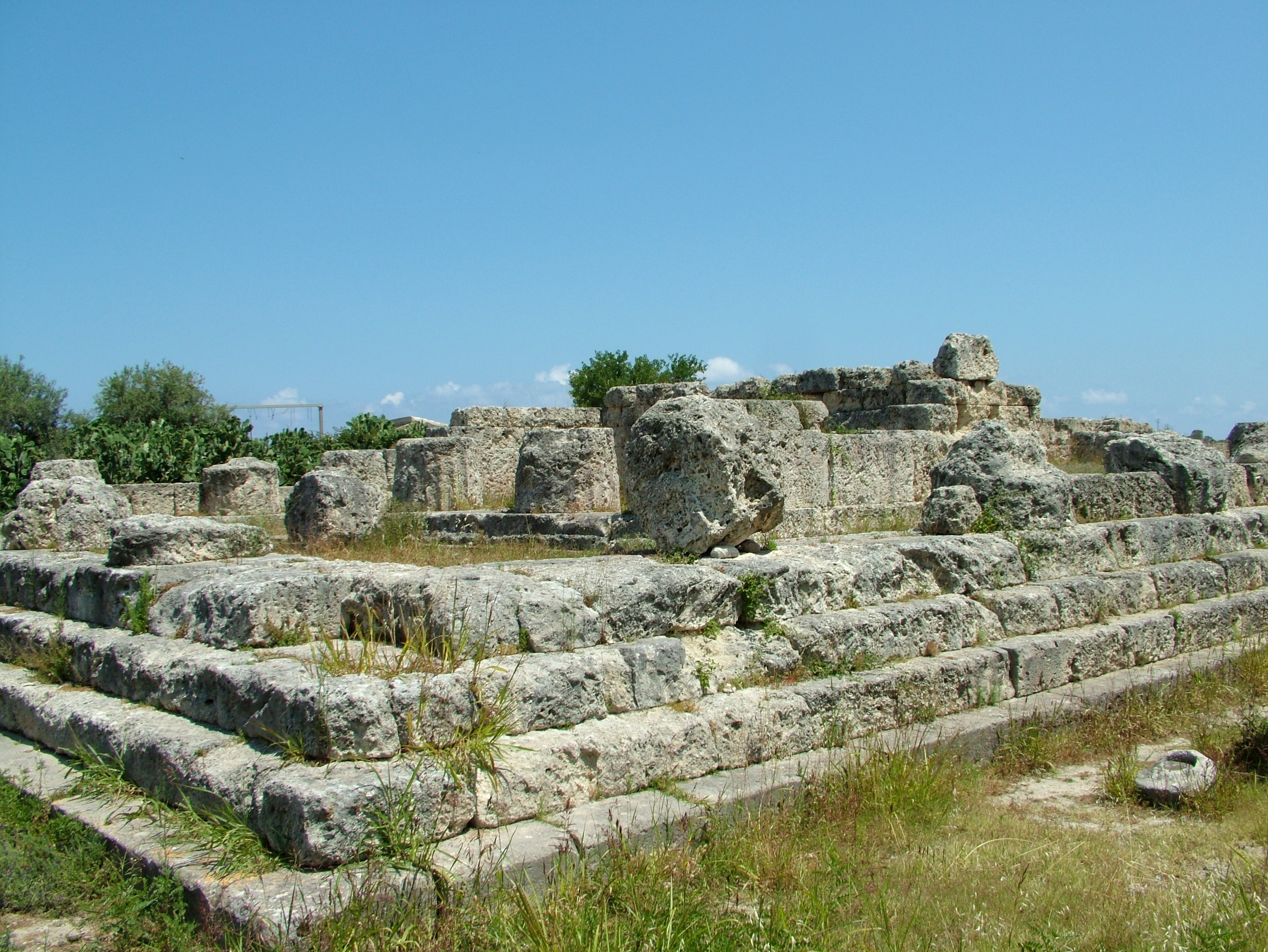
Deel van de Viktoriatempel te Himera

In 409 v.Chr. werd de stad opnieuw aangevallen. Carthagers onder het bevel van Hannibal Mago verwoestten de stad volledig in de tweede Slag bij Himera. Ze werd meer westwaarts herbouwd onder de naam Thermae.

## Archeologie
In 2009 werd een necropolis opgegraven, met meer dan tienduizend lichamen, sommigen in massagraven. Het bleek dat het hier ging om mensen die bij de slagen van 480 en 409 waren omgekomen. Uit DNA-onderzoek bleek dat een deel van de soldaten die gesneuveld waren in 480 afkomstig was uit de Balkan, en op grond van isotopenonderzoek aan botten en het gebit zelfs niet opgegroeid waren in de Griekse gebieden. Het ging dus hoogstwaarschijnlijk om huurlingen. 